# Halimeda gracilis
Espèce
Halimeda gracilis est une espèce d'algues vertes de la famille des Udoteaceae.